# 1993-as sprint úszó-Európa-bajnokság
Az 1993-as sprint úszó-Európa-bajnokságot november 11. és november 13. között rendezték Gatesheadben, Nagy-Britanniában. Csak 50 m-es távon voltak versenyek, kivéve a vegyesúszást, amelyen 100 méter volt a táv. Összesen 20 versenyszám volt.
Hátúszásban, mellúszásban, pillangóúszásban először rendeztek váltó versenyszámot nagy világversenyen.

## Éremtáblázat
(A táblázatban a rendező nemzet eltérő háttérszínnel kiemelve.)
| Helyezés | Nemzet         | Arany | Ezüst | Bronz | Összesen |
| 1.       | Németország    | 9     | 7     | 7     | 23       |
| 2.       | Svédország     | 7     | 4     | 1     | 12       |
| 3.       | Nagy-Britannia | 1     | 5     | 3     | 9        |
| 4.       | Oroszország    | 1     | 4     | 1     | 6        |
| 5.       | Hollandia      | 1     | 1     | 0     | 2        |
| 6.       | Spanyolország  | 1     | 0     | 0     | 1        |
| 7.       | Észtország     | 0     | 1     | 0     | 1        |
| 8.       | Horvátország   | 0     | 0     | 1     | 1        |
| 8.       | Finnország     | 0     | 0     | 1     | 1        |
| Összesen | Összesen       | 20    | 22    | 14    | 56       |

## Érmesek
- WR – világrekord
- ER – Európa-rekord

### Férfi
| Versenyszám                     | Arany                                                                           | Arany   | Ezüst                                                                          | Ezüst   | Bronz                                                                               | Bronz   |
| ------------------------------- | ------------------------------------------------------------------------------- | ------- | ------------------------------------------------------------------------------ | ------- | ----------------------------------------------------------------------------------- | ------- |
| 50 m-es gyorsúszás              | Joakim Holmquist · Svédország                                                   | 22,26   | Vladimir Predkin · Oroszország · Silko Günzel · Németország                    | 22,45   | nem adták ki                                                                        |         |
| 50 m-es hátúszás                | Patrick Hermanspann · Németország                                               | 25,76   | Tino Weber · Németország                                                       | 25,78   | Zsolt Hegmegi · Svédország                                                          | 25,99   |
| 50 m-es mellúszás               | Vassily Ivanov · Oroszország                                                    | 27,82   | Ron Dekker · Hollandia                                                         | 27,89   | Mark Warnecke · Németország                                                         | 28,03   |
| 50 m-es pillangóúszás           | Carlos Sánchez · Spanyolország                                                  | 24,04   | Jan Karlsson · Svédország                                                      | 24,19   | Vladimir Predkin · Oroszország                                                      | 24,32   |
| 100 m-es vegyesúszás            | Ron Dekker · Hollandia                                                          | 55,77   | Indrek Sei · Észtország                                                        | 56,07   | Christian Keller · Németország                                                      | 56,14   |
| 4 × 50 m-es gyorsúszás váltó    | Svédország · Christer Wallin · Pär Lindström · Joakim Holmqvist · Zsolt Hegmegi | 1:28,80 | Németország · Silko Günzel · Axel Hickmann · Torsten Spanneberg · Ingolf Rasch | 1:28,88 | Horvátország · Miloš Milošević · Marijan Kanjer · Alen Loncar · Miroslav Vučetić    | 1:32,96 |
| 4 × 50 m-es hátúszás váltó      | Németország                                                                     | 1:44,97 | Nagy-Britannia                                                                 | 1:48,28 | nem adták ki                                                                        |         |
| 4 × 50 m-es mellúszás váltó     | Németország                                                                     | 1:55,53 | Nagy-Britannia                                                                 | 1:58,24 | nem adták ki                                                                        |         |
| 4 × 50 m-es pillangóúszás váltó | Svédország                                                                      | 1:36,53 | Németország                                                                    | 1:37,36 | Nagy-Britannia                                                                      | 1:40,27 |
| 4 × 50 m-es vegyesúszás váltó   | Svédország · Zsolt Hegmegi · Peter Haraldsson · Jan Karlsson · Joakim Holmqvist | 1:39,54 | Oroszország                                                                    | 1:40,22 | Németország · Patrick Hermanspann · Mark Warnecke · Dirk Vandenhirtz · Silko Günzel | 1:40,23 |

### Női
| Versenyszám                     | Arany                                                                              | Arany   | Ezüst                                                                            | Ezüst   | Bronz                           | Bronz   |
| ------------------------------- | ---------------------------------------------------------------------------------- | ------- | -------------------------------------------------------------------------------- | ------- | ------------------------------- | ------- |
| 50 m-es gyorsúszás              | Sandra Völker · Németország                                                        | 25,55   | Linda Olofsson · Svédország                                                      | 25,56   | Annette Hadding · Németország   | 25,79   |
| 50 m-es hátúszás                | Sandra Völker · Németország                                                        | 28,26   | Nina Zhivanevskaya · Oroszország                                                 | 28,71   | Andrea Kutz · Németország       | 29,32   |
| 50 m-es mellúszás               | Sylvia Gerasch · Németország                                                       | 31,57   | Peggy Hartung · Németország · Karen Rake · Nagy-Britannia                        | 31,89   | nem adták ki                    |         |
| 50 m-es pillangóúszás           | Louise Karlsson · Svédország                                                       | 27,49   | Svetlana Pozdeyeva · Oroszország                                                 | 27,88   | Julia Voitowitsch · Németország | 27,91   |
| 100 m-es vegyesúszás            | Louise Karlsson · Svédország                                                       | 1:01,45 | Ulrika Jardfelt · Svédország                                                     | 1:02,74 | Sylvia Gerasch · Németország    | 1:03,12 |
| 4 × 50 m-es gyorsúszás váltó    | Svédország · Ellenor Svensson · Linda Olofsson · Louise Karlsson · Susanne Lööv    | 1:41,27 | Németország · Sandra Völker · Annette Hadding · Silvia Stahl · Anke Scholz       | 1:43,08 | Nagy-Britannia                  | 1:46,04 |
| 4 × 50 m-es hátúszás váltó      | Németország                                                                        | 2:01,15 | Nagy-Britannia                                                                   | 2:02,45 | nem adták ki                    |         |
| 4 × 50 m-es mellúszás váltó     | Nagy-Britannia                                                                     | 2:11,28 | Németország                                                                      | 2:11,34 | nem adták ki                    |         |
| 4 × 50 m-es pillangóúszás váltó | Németország                                                                        | 1:53,06 | Nagy-Britannia                                                                   | 1:55,62 | Finnország                      | 1:57,17 |
| 4 × 50 m-es vegyesúszás váltó   | Németország · Sandra Volker · Sylvia Gerasch · Julia Voitowitsch · Annette Hadding | 1:53,26 | Svédország · Ulrika Jardfeldt · Hanna Jaltner · Louise Karlsson · Linda Olofsson | 1:53,74 | Nagy-Britannia                  | 1:57,13 |